# Großer Preis von Singapur 2013
Der Große Preis von Singapur 2013 (offiziell 2013 Formula 1 SingTel Singapore Grand Prix) fand am 22. September auf dem Marina Bay Street Circuit in Singapur statt und war das 13. Rennen der Formel-1-Weltmeisterschaft 2013.

## Berichte

### Hintergrund
Nach dem Großen Preis von Italien führte Sebastian Vettel in der Fahrerwertung mit 53 Punkten vor Fernando Alonso und mit 81 Punkten vor Lewis Hamilton. In der Konstrukteurswertung führte Red Bull-Renault mit 104 Punkten vor Ferrari und mit 107 Punkten vor Mercedes.
Im Vergleich zum Vorjahr gab es eine Änderung an der Strecke. Die Schikane in der Singapore Sling wurde durch eine Linkskurve ersetzt.
Beim Großen Preis von Singapur stellte Pirelli den Fahrern die Reifenmischungen P Zero Medium (weiß) und P Zero Supersoft (rot) sowie für Nässe Cinturato Intermediates (grün) und Cinturato Full-Wets (blau) zur Verfügung.
Mit Alonso, Vettel (jeweils zweimal) und Hamilton (einmal) traten drei ehemalige Sieger zu diesem Grand Prix an.
Als Rennkommissare fungierten Paul Gutjahr (SUI), Nish Shetty (SIN), Vincenzo Spano (VEN) und Derek Warwick (GBR).

### Training
Im ersten freien Training fuhr Hamilton die schnellste Runde vor Mark Webber und Vettel.
Im zweiten freien Training übernahm Vettel die Führung vor Webber und Nico Rosberg. Vettel hatte über eine Sekunde Vorsprung auf alle Fahrer außer seinem Red-Bull-Teamkollegen Webber. Die Red Bull waren nicht nur auf eine Runde schnell, sondern waren auch auf den Longruns deutlich schneller als die Konkurrenz.
Im dritten freien Training blieb Vettel vorne. Romain Grosjean wurde Zweiter vor Rosberg.

### Qualifying
Im ersten Abschnitt des Qualifyings war Hamilton der Schnellste. Die Marussia- und Caterham-Piloten sowie Pastor Maldonado und Paul di Resta schieden aus. Im zweiten Abschnitt setzte Vettel die schnellste Rundenzeit. Valtteri Bottas, Adrian Sutil, Sergio Pérez, Kimi Räikkönen, Jean-Éric Vergne und Nico Hülkenberg schieden aus. Esteban Gutiérrez gelang es erstmals seinen Teamkollegen zu schlagen und in die Top 10 einzuziehen. Im finalen Segment behielt Vettel die Führung und sicherte sich die Pole-Position vor Rosberg und Grosjean.

### Rennen
Sutil war der einzige Fahrer, der mit der mittleren Reifenmischung startete, alle anderen Fahrer starteten auf den Supersoft.
Rosberg erwischte in der ersten Kurve einen besseren Start als Vettel, kam aber neben die Strecke und erlaubte Vettel, wieder durchzukommen. Alonso, der als Siebter startete, erwischte auch einen guten Start und rückte bis auf den dritten Platz vor. Vettel verschaffte sich in den ersten drei Runden einen Vorsprung von fünf Sekunden vor Rosberg und setzte sich weiter ab, während Rosberg sich ebenfalls von Alonso absetzte. Webber überholte Grosjean früh, indem er DRS nutzte, und rückte auf den vierten Platz vor. Hamilton hatte einen schlechten Start und fiel hinter beide Ferrari zurück. Er überholte Massa kurz darauf wieder, doch die Sportkommissare betrachteten das Überholen als illegal, da es abseits der Strecke stattfand, was bedeutete, dass er die Position zurückgeben musste. Nach den ersten Runden führte Vettel vor Rosberg, Alonso, Webber, Grosjean, Massa, Hamilton, Button, Hülkenberg und Pérez.
Räikkönen, der als 13. startete und einen schlechten Start hatte, rückte schnell in der Rangliste vor und überholte Gutiérrez und Daniel Ricciardo, die beide in den Top 10 starteten. Webber jagte Alonso, bevor er angewiesen wurde, etwa zwei Sekunden hinter Alonso zu bleiben, damit seine Reifen nicht überhitzen oder der Motor. Das Rennen verlief dann größtenteils ereignislos, da Vettel seinen Vorsprung auf etwa sieben Sekunden ausbaute, bevor Räikkönen in Runde 11 als erster Fahrer anhielt. Dies löste eine Kettenreaktion aus, die zeigte, dass die Reifen nicht so lange gehalten hatten wie erwartet. Hamilton überholte Massa in dieser ersten Stopprunde. di Resta fuhr bis zur 21. Runde weiter, bevor er anhielt, um seine abgenutzten Reifen zu wechseln. Dadurch verlangsamte er Alonso und erlaubte Webber, Grosjean und Rosberg, sich hinter Alonso zusammenzuschließen. Räikkönen nutzte seinen frühen Stopp, um vor Hülkenberg, Pérez und Button in die Punkteränge vorzustoßen, aber an der Spitze baute Vettel den Vorsprung noch weiter auf über 10 Sekunden aus, bis Ricciardo, Vettels Red-Bull-Teamkollege für 2014, unter der Tribüne verunfallte und das Safety-Car eingesetzt wurde.
Kurz nach dem Eintreffen des Safety-Cars hatte Grosjean Probleme mit der Luftversorgung seines Motors und musste nach einem gescheiterten Rettungsversuch aufgeben. Vettel setzte sich schnell um etwa zwei Sekunden pro Runde vom Rest ab, bis er an die Box fahren konnte, ohne die Führung zu verlieren. Di Resta lag auf dem zehnten Platz, bevor er in die Leitplanken krachte.
Vettel gewann schlussendlich das Rennen vor Alonso und Räikkönen. Er fuhr zudem die schnellste Rennrunde, führte durchgehend und erzielte damit einen Grand Slam. Für Vettel war es der 33. Grand-Prix-Sieg, mit welchem er seinen Rivalen Alonso überholte und in der ewigen Bestenliste hinter Michael Schumacher (91), Alain Prost (51) und Ayrton Senna (41) auf den vierten Platz vorrückte.
In der Auslaufrunde nahm Ferrari-Pilot Alonso seinen Fahrerkollegen Webber auf den Seitenkasten sitzend mit zurück an die Box, da dieser in der letzten Runde seinen Red Bull abstellen musste. Für diese Fahrlässigkeit wurde Webber von der FIA zum dritten Mal in der Saison verwarnt und für das nächste Rennen um zehn Startplätze strafversetzt.
Nach dem Rennen kam es zu einer Kontroverse, nachdem einige Zuschauer Vettel während der Podiumszeremonie ausgebuht hatten, was den TV-Interviewer Martin Brundle dazu veranlasste, abzubrechen und der johlenden Menge höflich zu sagen, sie solle ruhig sein. Das Verhalten der Menge, das nicht der erste derartige Vorfall gegen Vettel in der Saison 2013 war, wurde unter anderem von Red Bull-Teamchef Christian Horner, seinem Fahrerkollegen Hamilton und dem ehemaligen Weltmeister Niki Lauda verurteilt.

## Meldeliste
| Team                          | Nr. | Fahrer              | Chassis           | Motor                | Reifen |
| ----------------------------- | --- | ------------------- | ----------------- | -------------------- | ------ |
| Infiniti Red Bull Racing      | 01  | Sebastian Vettel    | Red Bull RB9      | Renault 2.4 V8       | P      |
| Infiniti Red Bull Racing      | 02  | Mark Webber         | Red Bull RB9      | Renault 2.4 V8       | P      |
| Scuderia Ferrari              | 03  | Fernando Alonso     | Ferrari F138      | Ferrari 2.4 V8       | P      |
| Scuderia Ferrari              | 04  | Felipe Massa        | Ferrari F138      | Ferrari 2.4 V8       | P      |
| Vodafone McLaren Mercedes     | 05  | Jenson Button       | McLaren MP4-28    | Mercedes-Benz 2.4 V8 | P      |
| Vodafone McLaren Mercedes     | 06  | Sergio Pérez        | McLaren MP4-28    | Mercedes-Benz 2.4 V8 | P      |
| Lotus F1 Team                 | 07  | Kimi Räikkönen      | Lotus E21         | Renault 2.4 V8       | P      |
| Lotus F1 Team                 | 08  | Romain Grosjean     | Lotus E21         | Renault 2.4 V8       | P      |
| Mercedes AMG Petronas F1 Team | 09  | Nico Rosberg        | Mercedes F1 W04   | Mercedes-Benz 2.4 V8 | P      |
| Mercedes AMG Petronas F1 Team | 10  | Lewis Hamilton      | Mercedes F1 W04   | Mercedes-Benz 2.4 V8 | P      |
| Sauber F1 Team                | 11  | Nico Hülkenberg     | Sauber C32        | Ferrari 2.4 V8       | P      |
| Sauber F1 Team                | 12  | Esteban Gutiérrez   | Sauber C32        | Ferrari 2.4 V8       | P      |
| Sahara Force India F1 Team    | 14  | Paul di Resta       | Force India VJM06 | Mercedes-Benz 2.4 V8 | P      |
| Sahara Force India F1 Team    | 15  | Adrian Sutil        | Force India VJM06 | Mercedes-Benz 2.4 V8 | P      |
| Williams F1 Team              | 16  | Pastor Maldonado    | Williams FW35     | Renault 2.4 V8       | P      |
| Williams F1 Team              | 17  | Valtteri Bottas     | Williams FW35     | Renault 2.4 V8       | P      |
| Scuderia Toro Rosso           | 18  | Jean-Éric Vergne    | Toro Rosso STR8   | Ferrari 2.4 V8       | P      |
| Scuderia Toro Rosso           | 19  | Daniel Ricciardo    | Toro Rosso STR8   | Ferrari 2.4 V8       | P      |
| Caterham F1 Team              | 20  | Charles Pic         | Caterham CT03     | Renault 2.4 V8       | P      |
| Caterham F1 Team              | 21  | Giedo van der Garde | Caterham CT03     | Renault 2.4 V8       | P      |
| Marussia F1 Team              | 22  | Jules Bianchi       | Marussia MR02     | Cosworth 2.4 V8      | P      |
| Marussia F1 Team              | 23  | Max Chilton         | Marussia MR02     | Cosworth 2.4 V8      | P      |

## Klassifikationen

### Qualifying
| Pos.                                                                      | Fahrer              | Konstrukteur         | Q1       | Q2       | Q3         | Start |
| ------------------------------------------------------------------------- | ------------------- | -------------------- | -------- | -------- | ---------- | ----- |
| 01                                                                        | Sebastian Vettel    | Red Bull-Renault     | 1:45,376 | 1:42,905 | 1:42,841   | 01    |
| 02                                                                        | Nico Rosberg        | Mercedes             | 1:45,208 | 1:43,892 | 1:42,932   | 02    |
| 03                                                                        | Romain Grosjean     | Lotus-Renault        | 1:45,851 | 1:43,957 | 1:43,058   | 03    |
| 04                                                                        | Mark Webber         | Red Bull-Renault     | 1:45,271 | 1:43,727 | 1:43,152   | 04    |
| 05                                                                        | Lewis Hamilton      | Mercedes             | 1:44,196 | 1:43,920 | 1:43,254   | 05    |
| 06                                                                        | Felipe Massa        | Ferrari              | 1:45,658 | 1:44,376 | 1:43,890   | 06    |
| 07                                                                        | Fernando Alonso     | Ferrari              | 1:45,115 | 1:44,153 | 1:43,938   | 07    |
| 08                                                                        | Jenson Button       | McLaren-Mercedes     | 1:45,009 | 1:44,497 | 1:44,282   | 08    |
| 09                                                                        | Daniel Ricciardo    | Toro Rosso-Ferrari   | 1:45,379 | 1:44,407 | 1:44,439   | 09    |
| 10                                                                        | Esteban Gutiérrez   | Sauber-Ferrari       | 1:45,483 | 1:44,245 | keine Zeit | 10    |
| 11                                                                        | Nico Hülkenberg     | Sauber-Ferrari       | 1:45,381 | 1:44,555 | –          | 11    |
| 12                                                                        | Jean-Éric Vergne    | Toro Rosso-Ferrari   | 1:45,657 | 1:44,588 | –          | 12    |
| 13                                                                        | Kimi Räikkönen      | Lotus-Renault        | 1:45,522 | 1:44,658 | –          | 13    |
| 14                                                                        | Sergio Pérez        | McLaren-Mercedes     | 1:45,164 | 1:44,752 | –          | 14    |
| 15                                                                        | Adrian Sutil        | Force India-Mercedes | 1:45,960 | 1:45,185 | –          | 15    |
| 16                                                                        | Valtteri Bottas     | Williams-Renault     | 1:45,982 | 1:45,388 | –          | 16    |
| 17                                                                        | Paul di Resta       | Force India-Mercedes | 1:46,121 | –        | –          | 17    |
| 18                                                                        | Pastor Maldonado    | Williams-Renault     | 1:46,619 | –        | –          | 18    |
| 19                                                                        | Charles Pic         | Caterham-Renault     | 1:48,111 | –        | –          | 19    |
| 20                                                                        | Giedo van der Garde | Caterham-Renault     | 1:48,320 | –        | –          | 20    |
| 21                                                                        | Jules Bianchi       | Marussia-Cosworth    | 1:48,830 | –        | –          | 21    |
| 22                                                                        | Max Chilton         | Marussia-Cosworth    | 1:48,930 | –        | –          | 22    |
| 107-Prozent-Zeit: 1:51,489 min (bezogen auf Q1-Bestzeit von 1:44,196 min) |                     |                      |          |          |            |       |

### Rennen
| Pos. | Fahrer              | Konstrukteur         | Runden | Zeit        | Start | Schnellste Runde |
| ---- | ------------------- | -------------------- | ------ | ----------- | ----- | ---------------- |
| 01   | Sebastian Vettel    | Red Bull-Renault     | 61     | 1:59:13,132 | 01    | 1:48,574 (46.)   |
| 02   | Fernando Alonso     | Ferrari              | 61     | + 32,627    | 07    | 1:51,082 (44.)   |
| 03   | Kimi Räikkönen      | Lotus-Renault        | 61     | + 43,920    | 13    | 1:51,140 (55.)   |
| 04   | Nico Rosberg        | Mercedes             | 61     | + 51,155    | 02    | 1:50,353 (51.)   |
| 05   | Lewis Hamilton      | Mercedes             | 61     | + 53,159    | 05    | 1:49,916 (59.)   |
| 06   | Felipe Massa        | Ferrari              | 61     | + 1:03,877  | 06    | 1:50,509 (45.)   |
| 07   | Jenson Button       | McLaren-Mercedes     | 61     | + 1:23,354  | 08    | 1:51,740 (46.)   |
| 08   | Sergio Pérez        | McLaren-Mercedes     | 61     | + 1:23,820  | 14    | 1:51,926 (46.)   |
| 09   | Nico Hülkenberg     | Sauber-Ferrari       | 61     | + 1:24,261  | 11    | 1:52,186 (47.)   |
| 10   | Adrian Sutil        | Force India-Mercedes | 61     | + 1:24,668  | 15    | 1:49,656 (43.)   |
| 11   | Pastor Maldonado    | Williams-Renault     | 61     | + 1:28,479  | 18    | 1:50,708 (46.)   |
| 12   | Esteban Gutiérrez   | Sauber-Ferrari       | 61     | + 1:37,894  | 10    | 1:52,007 (37.)   |
| 13   | Valtteri Bottas     | Williams-Renault     | 61     | + 1:45,161  | 16    | 1:51,706 (53.)   |
| 14   | Jean-Éric Vergne    | Toro Rosso-Ferrari   | 61     | + 1:53,512  | 12    | 1:50,328 (45.)   |
| 15   | Mark Webber         | Red Bull-Renault     | 60     | DNF         | 04    | 1:49,783 (51.)   |
| 16   | Giedo van der Garde | Caterham-Renault     | 60     | + 1 Runde   | 20    | 1:52,472 (44.)   |
| 17   | Max Chilton         | Marussia-Cosworth    | 60     | + 1 Runde   | 22    | 1:53,041 (50.)   |
| 18   | Jules Bianchi       | Marussia-Cosworth    | 60     | + 1 Runde   | 21    | 1:52,898 (45.)   |
| 19   | Charles Pic         | Caterham-Renault     | 60     | + 1 Runde   | 19    | 1:50,990 (58.)   |
| 20   | Paul di Resta       | Force India-Mercedes | 54     | DNF         | 17    | 1:50,739 (45.)   |
| –    | Romain Grosjean     | Lotus-Renault        | 37     | DNF         | 03    | 1:51,097 (35.)   |
| –    | Daniel Ricciardo    | Toro Rosso-Ferrari   | 23     | DNF         | 09    | 1:53,052 (23.)   |

## WM-Stände nach dem Rennen
Die ersten zehn des Rennens bekamen 25, 18, 15, 12, 10, 8, 6, 4, 2 bzw. 1 Punkt(e).

### Fahrerwertung
| Pos. | Fahrer           | Konstrukteur         | Punkte |
| ---- | ---------------- | -------------------- | ------ |
| 01   | Sebastian Vettel | Red Bull-Renault     | 247    |
| 02   | Fernando Alonso  | Ferrari              | 187    |
| 03   | Lewis Hamilton   | Mercedes             | 151    |
| 04   | Kimi Räikkönen   | Lotus-Renault        | 149    |
| 05   | Mark Webber      | Red Bull-Renault     | 130    |
| 06   | Nico Rosberg     | Mercedes             | 116    |
| 07   | Felipe Massa     | Ferrari              | 87     |
| 08   | Romain Grosjean  | Lotus-Renault        | 57     |
| 09   | Jenson Button    | McLaren-Mercedes     | 54     |
| 10   | Paul di Resta    | Force India-Mercedes | 36     |
| 11   | Adrian Sutil     | Force India-Mercedes | 26     |

| Pos. | Fahrer              | Konstrukteur       | Punkte |
| ---- | ------------------- | ------------------ | ------ |
| 12   | Sergio Pérez        | McLaren-Mercedes   | 22     |
| 13   | Nico Hülkenberg     | Sauber-Ferrari     | 19     |
| 14   | Daniel Ricciardo    | Toro Rosso-Ferrari | 18     |
| 15   | Jean-Éric Vergne    | Toro Rosso-Ferrari | 13     |
| 16   | Pastor Maldonado    | Williams-Renault   | 1      |
| 17   | Valtteri Bottas     | Williams-Renault   | 0      |
| 18   | Esteban Gutiérrez   | Sauber-Ferrari     | 0      |
| 19   | Jules Bianchi       | Marussia-Cosworth  | 0      |
| 20   | Charles Pic         | Caterham-Renault   | 0      |
| 21   | Giedo van der Garde | Caterham-Renault   | 0      |
| 22   | Max Chilton         | Marussia-Cosworth  | 0      |

### Konstrukteurswertung
| Pos. | Konstrukteur         | Punkte |
| ---- | -------------------- | ------ |
| 01   | Red Bull-Renault     | 377    |
| 02   | Ferrari              | 274    |
| 03   | Mercedes             | 267    |
| 04   | Lotus-Renault        | 206    |
| 05   | McLaren-Mercedes     | 76     |
| 06   | Force India-Mercedes | 62     |

| Pos. | Konstrukteur       | Punkte |
| ---- | ------------------ | ------ |
| 07   | Toro Rosso-Ferrari | 31     |
| 08   | Sauber-Ferrari     | 19     |
| 09   | Williams-Renault   | 1      |
| 10   | Marussia-Cosworth  | 0      |
| 11   | Caterham-Renault   | 0      |